# Эппенберг (Айфель)
Эппенберг (нем. Eppenberg) — община в Германии, в земле Рейнланд-Пфальц.
Входит в состав района Кохем-Целль. Подчиняется управлению Кайзерзеш. Население составляет 234 человека (на 31 декабря 2010 года). Занимает площадь 4,12 км².